# 梅利塞
梅利塞（法語：Mélisey，法語發音：[melizɛ]）是法国上索恩省的一个市镇，属于吕尔区。

## 地理
梅利塞（47°45'11"N, 6°34'48"E）面积20.67 平方千米，位于法国勃艮第-弗朗什-孔泰大區上索恩省，该省份为法国东部内陆省份，北起顺时针与孚日省、贝尔福地区省、杜省、汝拉省、科多尔省和上马恩省接壤。
与梅利塞接壤的市镇（或旧市镇、城区）包括：泰尔尼艾-默莱和圣伊莱尔、埃克罗马尼、朗特诺、拉朗泰讷和莱萨尔蒙、蒙泰索、圣巴泰勒米、圣日耳曼。

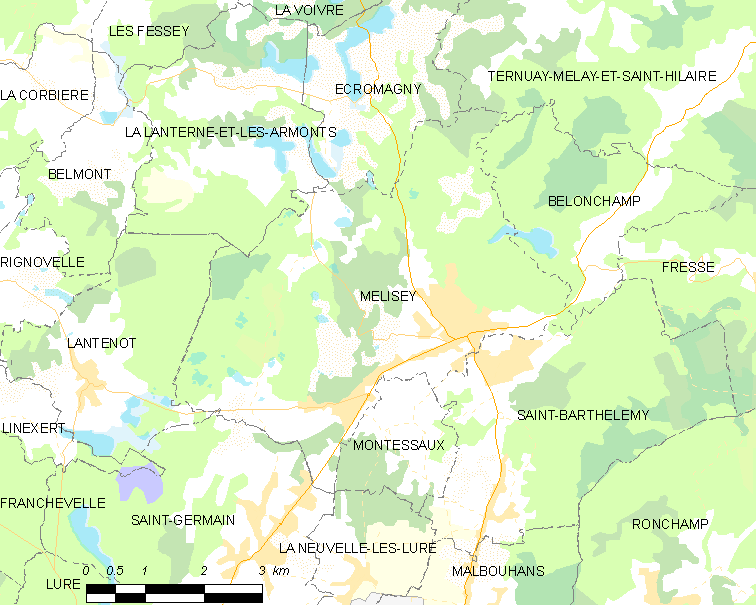
梅利塞的OSM定位图

梅利塞的时区为UTC+01:00、UTC+02:00（夏令时）。

## 行政
梅利塞的邮政编码为70270，INSEE市镇编码为70339。

## 政治
梅利塞所属的省级选区为梅利塞县。

## 人口

1962-2008年间梅利塞人口变化图示

梅利塞于2022年1月1日时的人口数量为1643人。